# (1721) Wells
(1721) Wells es un asteroide que forma parte del cinturón de asteroides y fue descubierto el 3 de octubre de 1953 por el equipo del Indiana Asteroid Program de la universidad de Indiana desde el observatorio Goethe Link de Brooklyn, Estados Unidos.

## Designación y nombre
Wells se designó al principio como 1953 TD3.
Más tarde fue nombrado en honor de Herman B. Wells (1902-2000), presidente de la universidad de Indiana de 1937 a 1962.

## Características orbitales
Wells está situado a una distancia media del Sol de 3,148 ua, pudiendo acercarse hasta 3,004 ua y alejarse hasta 3,292 ua. Su inclinación orbital es 16,13° y la excentricidad 0,04574. Emplea en completar una órbita alrededor del Sol 2040 días.